# 1-decanol
1-decanol is een alifatisch alcohol. Bij normale omstandigheden is het een kleurloze, viskeuze vloeistof met een sterke geur. Decanol is erg slecht oplosbaar in water, maar lost goed op in organische oplosmiddelen, vooral in alcoholen en ethers. Decanol is irriterend voor de ogen en de huid.
1-decanol wordt tot de vetalcoholen gerekend; men kan het bekomen door hydrogenering van het vetzuur decaanzuur.

## Synthese
1-decanol wordt, zoals andere zogenaamde oxo-alcoholen, in een "oxoproces" geproduceerd door hydroformylering van een onverzadigd alkeen (in dit geval 1-noneen) tot een aldehyde (1-decanal) gevolgd door hydrogenering van dit aldehyde tot het alcohol.

## Toepassingen
1-decanol wordt gebruikt als oplosmiddel en oppervlakte-actieve stof, en als tussenproduct bij de synthese van weekmakers, smeermiddelen, oppervlakteactieve stoffen en oplosmiddelen.
Het alcohol wordt gebruikt als plantengroeiregelaar bij tabaksplanten om de vorming van scheuten te verhinderen. De Europese Commissie heeft de stof hiervoor aanvaard.